# Mapa coroplètic

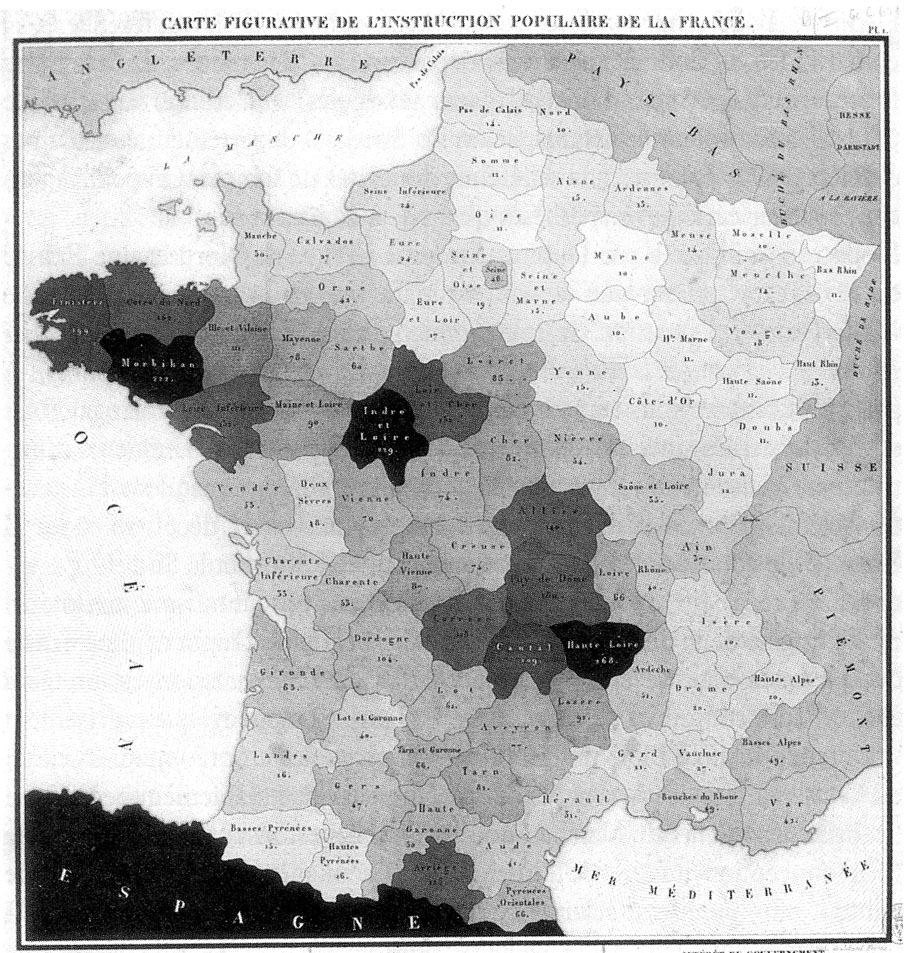
Mapa coroplètic sobre la instrucció a França per Charles Dupin, 1826

Un mapa coroplètic o de coropletes, (del grec χώρο ("àrea/regió") + πλήθος ("multitud") és un tipus de mapa temàtic que utilitza pseudocolor, és a dir un color corresponent a la mesura de la variable estadística que es mostra al mapa, com per exemple, la densitat de població o els ingressos per capita.
Els mapes coroplètics proporcionen una visió ràpida de la variació d'una variable sobre una superfície geogràfica o mostren el nivell de variabilitat dins una regió. Un mapa de calor és similar, però dibuixa les dades segons la distribució geogràfica d'una variable, en lloc d'utilitzar àrees geogràfiques definides com fan els mapes coroplètics. El mapa coroplètic és segurament el tipus de mapa temàtic més emprat, ja que normalment, les dades estadístiques publicades per governs i altres fonts, agreguen la informació en regions conegudes com ara països, estats, provincies, ciutats...

## Història
El Baron Pierre Charles Dupin va ser el primer a elaborar un mapa coroplètic, l'any 1826. El terme "mapa coroplètic" (choroplethe map) va ser introduït l'any 1938 pel geògraf John Kirtland Wright a "Problems in Population Mapping".